# ابتکار امنیت جهانی
ابتکار امنیت جهانی (به چینی: 全球安全倡议) و (به انگلیسی: Global Security Initiative) ابتکاری است که توسط چین پیشنهاد شده‌است. این ابتکار اولین بار در ۲۱ آوریل ۲۰۲۲ توسط شی جین پینگ، دبیرکل حزب کمونیست چین، در جریان «مجمع سالانه بوآاو» مطرح شد. به‌طور رسمی، منظور از آن، «حمایت از اصل امنیت تقسیم‌ناپذیر، ایجاد یک معماری امنیتی متعادل، مؤثر و پایدار، و مخالفت با پایه‌گذاری امنیت ملی بر اساس ناامنی در سایر کشورها» عنوان شده‌است. منتقدان، آن را راهی برای افزایش نفوذ جهانی چین توصیف کرده‌اند.
در ۲۱ فوریه ۲۰۲۳ چین بیانیه دیگری دربارهٔ ابتکار امنیت جهانی منتشر کرد که در آن، اصول، اولویت‌ها و بسترها را تشریح می‌کند.